# Pandalosia
Pandalosia is een geslacht van weekdieren uit de klasse van de Gastropoda (slakken).

## Soorten
- Pandalosia darwinensis Laseron, 1956
- Pandalosia delicatula Laseron, 1956
- Pandalosia ephamilla (Watson, 1886)
- Pandalosia excelsis Laseron, 1956
- Pandalosia minuta (G. Nevill & H. Nevill, 1874)
- Pandalosia obtusa Laseron, 1956
- Pandalosia oceanica Laseron, 1956
- Pandalosia subfirmata (Boettger, 1887)
- Pandalosia subulata Laseron, 1956
- Pandalosia viticula (Laseron, 1956)